# Dienogest
Il dienogest è un farmaco progestinico (agonista progestinico di quarta generazione) usato nei contraccettivi orali combinati, COCs, e nella terapia dell'endometriosi.
A tutto il 2013, in Italia, sono in commercio diversi medicinali contenenti dienogest, differenti tra loro per il rapporto quantitativo con l'estrogeno (etinilestradiolo o 17-β-estradiolo valerato). Tra queste:
- Effiprev ®, Effik: contraccezione, terapia dell'endometriosi, terapia dell'acne moderata. 2mg Dienogest + 30 Gamma Etinilestradiolo (monofasica).
- Klaira ®, Bayer: contraccezione, dienogest 0 - 2 - 3 - 0 mg, 17-β-estradiolo valerato, 3 - 2 - 2 - 1 mg (quadrifasica)
- Sibilla ®, Gedeon Richter: contraccezione, dienogest 2 mg, etiniestradiolo 0,03 mg (monofasica)
- Visanne ®, Bayer: terapia dell'endometriosi, dienogest 2 mg
- Vidagest ®, Tetis Pharma: terapia dell'endometriosi, dienogest 2 mg

Benché strutturalmente simile al testosterone, ha un'intensa e peculiare attività anti-androgenica.

## Farmacocinetica
Il dienogest, da solo o in formulazione con gli estrogeni, viene rapidamente assorbito lungo il tratto gastrointestinale superiore (stomaco, duodeno, intestino tenue) grazie alla sua natura lipofila. Nel torrente ematico si lega tenacemente alle proteine plasmatiche; viene metabolizzato dal CYP3A4 epatico e i prodotti metabolici sono eliminati nelle urine. Si lega debolmente ai recettori progestinici.

## Farmacodinamica
Il dienogest ha una dose contraccettiva efficace di 1 mg. Agisce inibendo il picco pre-ovulatorio dell'LH e abolisce la secrezione del progesterone ovarico. Ha dunque uno spiccato effetto periferico (diminuzione del trofismo endometriale, aumento dell'acidità e densità del muco cervicale).

## Impiego clinico
Il dienogest, in associazione con l'estrogeno, è utilizzato a scopo contraccettivo. Viene preferito agli altri progestinici qualora si presenti marcata virilizzazione e/o dismenorrea associata a profusa menorragia. Il dienogest viene inoltre impiegato nel controllo della sintomatologia algica associata ad endometriosi, con risultati sovrapponibili alla terapia con leuprorelina.

## Effetti avversi
Come per tutti i progestinici, l'assunzione di dienogest è correlata con un rischio maggiore di sviluppo di malattia tromboembolica e deve essere assunto riducendo il rischio cardiovascolare complessivo (sospensione del fumo di sigaretta e identificazione dei soggetti con trombofilia genetica od acquisita). 
Altri effetti avversi comuni ad altri progestinici sono: nausea, ipertensione arteriosa, tensione mammaria, cefalea, riacutizzazione degli episodi emicranici, ritenzione idrica, irregolarità mestruali (si regolarizzano dopo i primi cicli e con l'assunzione costante), irritabilità, iperlipidemia.